# Ernst-Oldwig von Natzmer
Ernst Oldwig Louis Carlo von Natzmer (né le 15 octobre 1868 à Hanovre et mort le 21 août 1942 à Stettin) est un contre-amiral allemand de la Marine impériale.

## Biographie

### Origine
Ernst-Oldwig von Natzmer est le fils du colonel Gneomar Ernst von Natzmer (de) et de son épouse Johanna Emma Ludowika, née von Blumenthal (née en  1845). Sa sœur cadette Edith Malvine Maria (née en 1879) épouse le professeur honoraire Alfons Kreichgauer (1889-1958).

### Carrière militaire
Ernst-Oldwig von Natzmer s'engage dans la marine impériale en avril 1888. En octobre/novembre 1901, il est commandant par intérim du Luchs en tant que capitaine de corvette. En 1908, il publie un article dans le Militär-Wochenblatt sur le football en tant que sport pour le développement physique des marins. Il est le premier auteur du Militär-Wochenblatt à rendre compte du sport dans un contexte militaire.
À partir de mars 1910, il est commandant du München. Il est ensuite commandant du Augsburg nouvellement mis en service à partir de novembre 1910. Promu capitaine de frégate à ce poste, il reste aux commandes du Augsburg jusqu'en mars 1911. À la mi-janvier 1911, le navire est utilisé pour les travaux de sauvetage et de récupération du sous-marin coulé U 3. À partir d'avril 1911, il est commandant du Hertha et est en mai 1912 Capitaine en mer. Fin mars 1913, il abandonne le commandement.
Après le déclenchement de la Première Guerre mondiale, il prend les rênes du Kaiser Barbarossa début août 1914 jusqu'à la réduction de l'équipage du navire en mars 1915. Du 1er avril 1915 au 13 août 1915, il commande le Freya, qui est utilisé sous son commandement comme navire-école pour les aspirants et les garçons de cabine. D'août 1915 à mars 1918, il commande l'Ostfriesland, qui est également utilisé en mai/juin 1916 lors de la bataille du Jutland. Il est ensuite commandant du navire-école König Wilhelm jusqu'en août 1918. Jusqu'à la fin de la guerre, il est commandant de la 1e brigade de marine de la 1re division de marine (de). Le 22 novembre 1919, il est renvoyé de la marine. Le 4 février 1920, il reçoit le caractère de contre-amiral.
Lors de la cérémonie funéraire de l'été 1943 dans l'église de garnison de Stettin, il est rapporté que peu après le début de l'oraison funèbre, les personnalités du NSDAP rassemblées quittent l'église en signe de protestation contre les nobles propriétaires fidèles à l'empereur.

### Famille
Le 28 septembre 1903, à Berlin-Charlottenbourg, il se marie avec Elsbeth von Blanc (1881-1961), fille de l'amiral Louis von Blanc (de) et d'Elsbeth von Puttkamer. L'un de ses fils est l'administrateur de l'arrondissement de Welun (de) Oldwig von Natzmer (1905-1942).

## Œuvres (sélection)
- Eine Reise nach Jerusalem vor 400 Jahren. In : Marine-Rundschau (de), 1898, II, S. 1349 ff.
- Die Fahrt S. M. Yacht Hohenzollern nach dem heiligen Land. In : Marine-Rundschau, 1899, I, S. 129 ff.
- Doppelte Staatsangehörigkeit. In : Marine-Rundschau, 1900, I, S. 153 ff.